# Goon Moon
I Goon Moon sono una rock band statunitense formata da Jeordie White (Twiggy Ramirez) e Chriss Goss, attiva dal 2005.

## Storia
I due si sono incontrati poco dopo l'uscita dai Marilyn Manson di Ramirez. Successivamente Jeordie ha ripreso il suo nome d'arte e si è riunito ai Marilyn Manson, non rinunciando però a far contemporaneamente parte dei Goon Moon.
I Got a Brand New Egg Layin' Machine è il mini album di debutto dei Goon Moon, pubblicato dalla Suicide Squeeze Records nel 2005. Licker's Last Leg è il primo vero album del gruppo, realizzato nel 2007 per la Ipecac Recordings.

## Formazione Attuale
- Jeordie White
- Chriss Goss
- Zach Hill
- Fred Sablan

## Discografia
1. 2005 - I Got a Brand New Egg Layin' Machine (Suicide Squeeze Records)
2. 2007 - Licker's Last Leg (Ipecac Recordings)